# Llandysiliogogo
Llandysiliogogo är en community i Storbritannien.   Den ligger i kommunen Ceredigion och riksdelen Wales, i den södra delen av landet, 300 km väster om huvudstaden London.
De två största byarna är Caerwedros och Talgarreg.